# Paul Dussaussoy
Pour les articles homonymes, voir Dussaussoy.
Paul Dussaussoy, né le 6 janvier 1860 à Dunkerque (Nord) et mort le 15 mars 1909 à Paris, est un homme politique français, précurseur du droit de vote des femmes.

## Biographie
Avocat, Paul Dussaussoy est élu conseiller général du canton de Marquise (Pas-de-Calais). Député libéral de la 2e circonscription de Boulogne-sur-Mer de 1893 à 1902 puis de 1906 à 1909, il a proposé un projet de loi demandant que les femmes puissent s'exprimer « dans les élections aux conseils municipaux, aux conseils d'arrondissement et aux conseils généraux ». En mars 2009, le Palais Bourbon rend hommage au centenaire du décès de ce député.

## Précurseur du droit de vote des femmes
En 1906, Paul Dussaussoy dépose la première proposition de loi tendant à reconnaître le droit de vote des femmes en France, en commençant par les élections locales. Le groupe pour la défense des droits des femmes prend la relève après le décès de Paul Dussaussoy et le 16 juillet 1909, la commission du suffrage universel dépose le rapport de Ferdinand Buisson, favorable à la réforme. Le Sénat s'est opposé à son adoption malgré des dépôts à chaque législature du projet de loi Dussaussoy.

## Sources
- « Paul Dussaussoy », dans le Dictionnaire des parlementaires français (1889-1940), sous la direction de Jean Jolly, PUF, 1960 [détail de l’édition]